# سیارک ۱۸۶۸۳۵
سیارک ۱۸۶۸۳۵ (به انگلیسی: 186835 Normanspinrad، نامگذاری:2004FE92)۱۸۶۸۳۵مین سیارک کشف شده‌است که در ۲۷ مارس ۲۰۰۴ کشف شد.